# Melincourt
Cet article possède des paronymes, voir Malincourt et Molincourt.
Melincourt est une commune française située dans le département de la Haute-Saône et la région administrative Bourgogne-Franche-Comté.

## Géographie

### Localisation

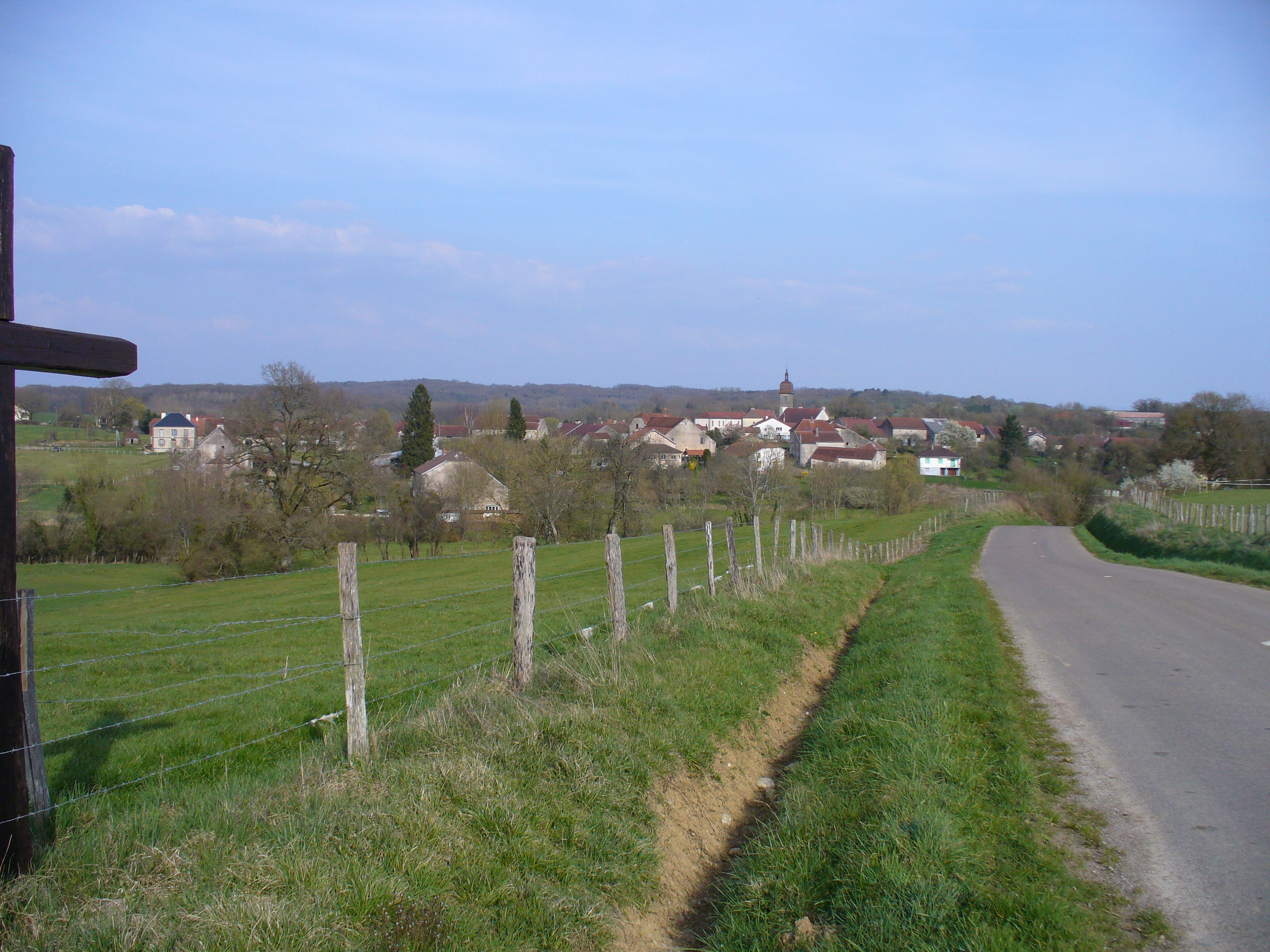
Melincourt vue de la RD 30 côté Polaincourt.

Melincourt est un village rural de la région culturelle et historique de Franche-Comté, en haute-Saône, proche du département des Vosges et située, à vol d'oiseau, à 12 km à l'ouest de Saint-Loup-sur-Semouse, 21 km au nord-ouest de Luxeuil-les-Bains, 29 km au nord de Vesoul, 59 km à l'est de Langres et 37 km au sud-est de Vittel.
La commune se trouve dans dans la zone d'emploi de Vesoul et le bassin de vie de Saint-Loup-sur-Semouse.

### Communes limitrophes
Les communes limitrophes sont Vauvillers, Anchenoncourt-et-Chazel, Dampierre-lès-Conflans, Girefontaine, Jasney, Mailleroncourt-Saint-Pancras, Montdoré et Polaincourt-et-Clairefontaine.
| Montdoré                                              | Vauvillers | Mailleroncourt-Saint-Pancras |
| Polaincourt-et-Clairefontaine Anchenoncourt-et-Chazel | Melincourt | Girefontaine Jasney          |
|                                                       |            | Dampierre-lès-Conflans       |

### Géologie et relief
La superficie de la commune est de 14,98 km2 ; son altitude varie de 238  à   328 mètres.

### Hydrographie
La commune est drainée par la Superbe, un petit affluent de rive droite de la Saône et donc un sous-affluent du Rhône.
Plusieurs ruisseaux y confluent, dont le ruisseau d'Horsfontaine.

### Climat
Pour des articles plus généraux, voir Climat de la Bourgogne-Franche-Comté et Climat de la Haute-Saône.
En 2010, le climat de la commune est de type climat des marges montargnardes, selon une étude du Centre national de la recherche scientifique s'appuyant sur une série de données couvrant la période 1971-2000. En 2020, Météo-France publie une typologie des climats de la France métropolitaine dans laquelle la commune est exposée à un climat semi-continental et est dans la région climatique  Lorraine, plateau de Langres, Morvan, caractérisée par un hiver rude (1,5 °C), des vents modérés et des brouillards fréquents en automne et hiver. 
Pour la période 1971-2000, la température annuelle moyenne est de 10 °C, avec une amplitude thermique annuelle de 17,2 °C. Le cumul annuel moyen de précipitations est de 966 mm, avec 12,9 jours de précipitations en janvier et 9,6 jours en juillet. Pour la période 1991-2020, la température moyenne annuelle observée sur la station météorologique de Météo-France la plus proche, « Venisey », sur la commune de Venisey à 12 km à vol d'oiseau, est de 11,0 °C et le cumul annuel moyen de précipitations est de 850,7 mm. 
La température maximale relevée sur cette station est de 39,7 °C, atteinte le 25 juillet 2019 ; la température minimale est de −17,4 °C, atteinte le 30 décembre 2005,,. 
Les paramètres climatiques de la commune ont été estimés pour le milieu du siècle (2041-2070) selon différents scénarios d'émission de gaz à effet de serre à partir des nouvelles projections climatiques de référence DRIAS-2020. Ils sont consultables sur un site dédié publié par Météo-France en novembre 2022.

## Urbanisme

### Typologie
Au 1er janvier 2024, Melincourt est catégorisée commune rurale à habitat dispersé, selon la nouvelle grille communale de densité à sept niveaux définie par l'Insee en 2022.
Elle est située hors unité urbaine et hors attraction des villes,.

### Occupation des sols

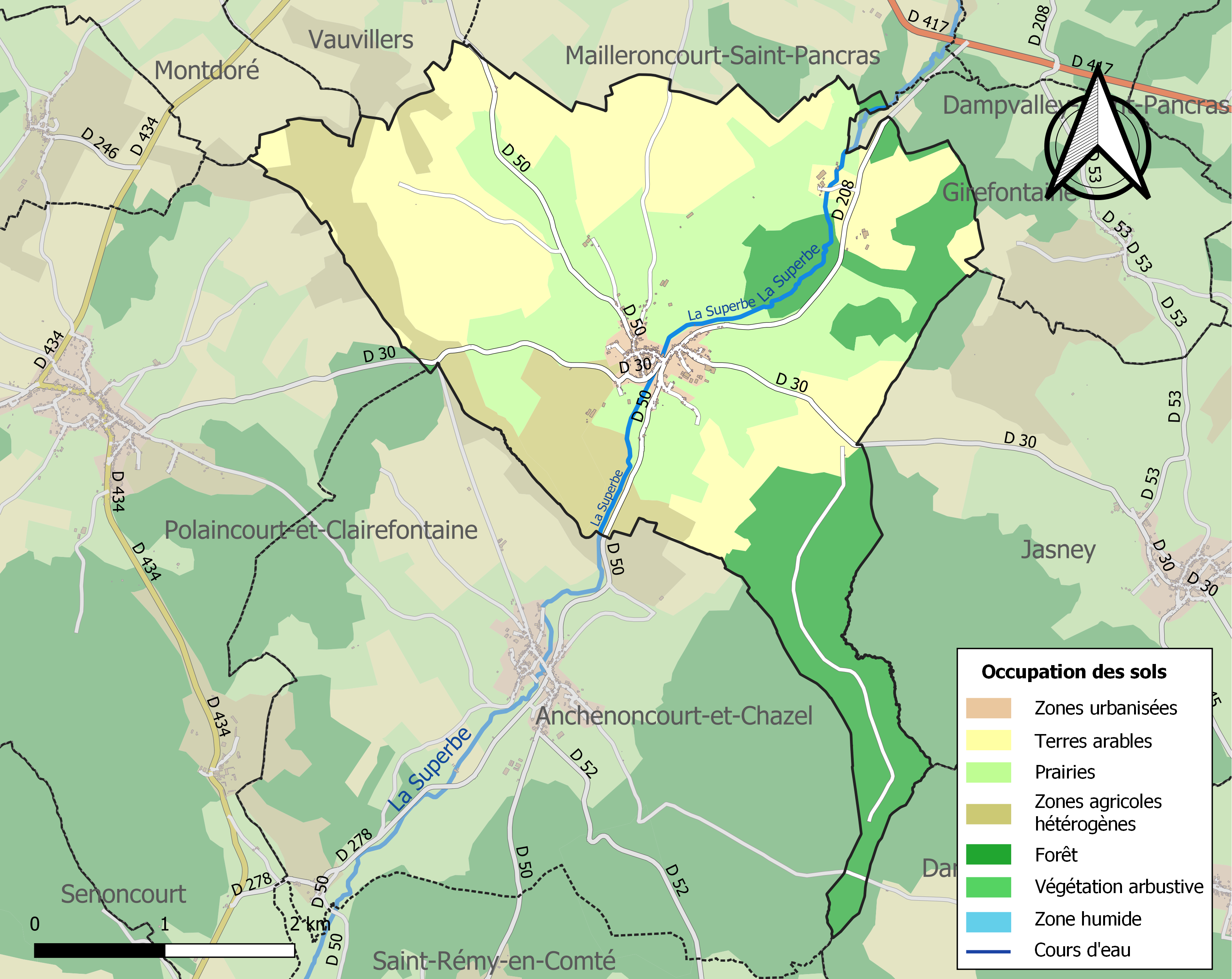
Carte des infrastructures et de l'occupation des sols de la commune en 2018 (CLC).

L'occupation des sols de la commune, telle qu'elle ressort de la base de données européenne d’occupation biophysique des sols Corine Land Cover (CLC), est marquée par l'importance des territoires agricoles (76,8 % en 2018), une proportion identique à celle de 1990 (76,8 %). 
La répartition détaillée en 2018 est la suivante : terres arables (33,7 %), prairies (30,2 %), forêts (20,9 %), zones agricoles hétérogènes (12,9 %), zones urbanisées (2,3 %). 
L'évolution de l’occupation des sols de la commune et de ses infrastructures peut être observée sur les différentes représentations cartographiques du territoire : la carte de Cassini (XVIIIe siècle), la carte d'état-major (1820-1866) et les cartes ou photos aériennes de l'IGN pour la période actuelle (1950 à aujourd'hui).

### Habitat et logement
En 2022, le nombre total de logements dans la commune était de 140, alors qu'il était de 137 en 2016 et de 132 en 2011. 
Parmi ces logements, 72,1 % étaient des résidences principales, 13,6 % des résidences secondaires et 14,3 % des logements vacants. Ces logements étaient pour 95 % d'entre eux des maisons individuelles et pour 5 % des appartements. 
Le tableau ci-dessous présente la typologie des logements à Melincourt en 2022 en comparaison avec celle de la Haute-Saône et de la France entière. Une caractéristique marquante du parc de logements est ainsi une proportion de résidences secondaires et logements occasionnels (13,6 %) supérieure à celle du département (6,2 %) et à celle de la France entière (9,7 %). 
| Typologie                                               | Melincourt | Haute-Saône | France entière |
| ------------------------------------------------------- | ---------- | ----------- | -------------- |
| Résidences principales (en %)                           | 72,1       | 83,5        | 82,3           |
| Résidences secondaires et logements occasionnels (en %) | 13,6       | 6,2         | 9,7            |
| Logements vacants (en %)                                | 14,3       | 10,3        | 8              |

### Voies de communication et transports
La commune n'est desservie par aucun axe important. La RD 208 donne un accès aisé à l'ancienne route nationale 417 (actuelle RD 417)
La véloroute V59 passe dans le village en longeant la RD 50 puis la RD 30.

## Toponymie
Melincourt est apparenté au patois Melincoue (village où il y a des moulins)[réf. nécessaire].

## Histoire
Le village date du XIe siècle. On y trouvait trois moulins, le moulin Corda, le moulin de la Paboie (ou moulin Seguin) et le moulin du bas (dit moulin Denis, construit par Mme de Rosen, seigneur de Melincourt).
Le château construit en 1216 par Philippe Auguste, est détruit par les Anglais en 1360. Reconstruit plusieurs fois, il l'est totalement à la Révolution française. À l'heure actuelle subsiste la partie sud-ouest.

## Politique et administration

### Rattachements administratifs et électoraux

#### Rattachements administratifs
La commune se trouve dans l'arrondissement de Lure du département de la Haute-Saône.
Elle faisait partie depuis 1793 du canton de Vauvillers. Dans le cadre du redécoupage cantonal de 2014 en France, cette circonscription administrative territoriale a disparu, et le canton n'est plus qu'une circonscription électorale.

#### Rattachements électoraux
Pour les élections départementales, la commune fait partie depuis 2014 du canton de Port-sur-Saône.
Pour l'élection des députés, elle fait partie de la deuxième circonscription de la Haute-Saône.

### Intercommunalité

Carte départementale montrant en rouge les communes de la communauté de communes de la Haute Comté.

Melincourt était le siège de la petite communauté de communes des belles sources, un établissement public de coopération intercommunale (EPCI) à fiscalité propre créé fin 2001 et auquel la commune avait transféré un certain nombre de ses compétences, dans les conditions déterminées par le code général des collectivités territoriales.
Conformément aux prescriptions de la loi de réforme des collectivités territoriales du 16 décembre 2010, qui a prévu le renforcement et la simplification des intercommunalités et la constitution de structures intercommunales de grande taille, celle-ci a fusionné avec ses voisines pour former, le 1er janvier 2014, la communauté de communes de la Haute Comté, dont est désormais membre la commune.

### Liste des maires
| Période                                  | Période                    | Identité               | Étiquette | Qualité                                                            |
| ---------------------------------------- | -------------------------- | ---------------------- | --------- | ------------------------------------------------------------------ |
| Les données manquantes sont à compléter. |                            |                        |           |                                                                    |
| 1800                                     | 1808                       | Joseph Jannin          |           |                                                                    |
| 1808                                     | 1816                       | Hippolyte Perrin       |           | Notaire                                                            |
| 1816                                     | 1817                       | Pierre Brocard         |           |                                                                    |
| 1817                                     | 1826                       | Pierre-Joseph Jannin   |           |                                                                    |
| 1826                                     | 1830                       | Claude-Joseph Jannin   |           |                                                                    |
| 1830                                     | 1834                       | Pierre-François Halley |           |                                                                    |
| 1834                                     | 1835                       | Joseph Azière          |           | Propriétaire                                                       |
| 1835                                     | 1837                       | Pierre-François Halley |           |                                                                    |
| 1837                                     | 1846                       | Jean-Claude Marie      |           |                                                                    |
| 1846                                     | 1848                       | Philippe Ruaux         |           |                                                                    |
| 1848                                     | 1850                       | Jean-Claude Marie      |           |                                                                    |
| 1850                                     | 1865                       | Joseph Azière          |           |                                                                    |
| 1865                                     | 1870                       | Dosithée Colombot      |           |                                                                    |
| 1870                                     | 1871                       | Jules Sebille          |           |                                                                    |
| 1871                                     | 1876                       | Alexandre David        |           |                                                                    |
| 1876                                     | 1881                       | Ferréol Seguin         |           |                                                                    |
| 1881                                     | 1900                       | Henri Billot           |           |                                                                    |
| 1900                                     |                            | Louis Roussel          |           |                                                                    |
|                                          |                            |                        |           |                                                                    |
|                                          |                            | Lucien Brocard         |           |                                                                    |
|                                          |                            | Ferréol Seguin         |           |                                                                    |
|                                          |                            | Lucien Henriroux       |           |                                                                    |
|                                          |                            | Félicien Simonot       |           |                                                                    |
|                                          |                            |                        |           |                                                                    |
| 1959                                     | 1983                       | Abel Gentilhomme       |           |                                                                    |
| 1983                                     | 2014                       | Jackie Clot            |           |                                                                    |
| 2014                                     | En cours (au 12 août 2025) | Marie-Jeanne Mougin    |           | Infirmière psychiatrique retraitée Réélue pour le mandat 2020-2026 |

## Équipements et services publics

### Enseignement
La commune était membre du Regroupement pédagogique intercommunal (RPI) du Chenimont regroupant, à la rentrée 2015/16, 86 élèves des communes de Melincourt – Anchenoncourt et Polaincourt. L'école de Melincourt comprenait deux classes.

## Population et société
Les habitants sont les Melincourtois et les Melincourtoises.

### Démographie
L'évolution du nombre d'habitants est connue à travers les recensements de la population effectués dans la commune depuis 1793. Pour les communes de moins de 10 000 habitants, une enquête de recensement portant sur toute la population est réalisée tous les cinq ans, les populations de référence des années intermédiaires étant quant à elles estimées par interpolation ou extrapolation. Pour la commune, le premier recensement exhaustif entrant dans le cadre du nouveau dispositif a été réalisé en 2005.

En 2022, la commune comptait 221 habitants, en évolution de −7,14 % par rapport à 2016 (Haute-Saône : −1,4 %, France hors Mayotte : +2,11 %).
| 1793 | 1800 | 1806 | 1821 | 1831 | 1836 | 1841 | 1846 | 1851 |
| ---- | ---- | ---- | ---- | ---- | ---- | ---- | ---- | ---- |
| 502  | 504  | 579  | 616  | 619  | 600  | 603  | 607  | 605  |

| 1856 | 1861 | 1866 | 1872 | 1876 | 1881 | 1886 | 1891 | 1896 |
| ---- | ---- | ---- | ---- | ---- | ---- | ---- | ---- | ---- |
| 565  | 542  | 543  | 534  | 534  | 533  | 549  | 538  | 532  |

| 1901 | 1906 | 1911 | 1921 | 1926 | 1931 | 1936 | 1946 | 1954 |
| ---- | ---- | ---- | ---- | ---- | ---- | ---- | ---- | ---- |
| 479  | 450  | 417  | 360  | 343  | 310  | 310  | 291  | 283  |

| 1962 | 1968 | 1975 | 1982 | 1990 | 1999 | 2005 | 2006 | 2010 |
| ---- | ---- | ---- | ---- | ---- | ---- | ---- | ---- | ---- |
| 286  | 306  | 284  | 240  | 233  | 233  | 252  | 257  | 249  |

| 2015 | 2020 | 2022 | - | - | - | - | - | - |
| ---- | ---- | ---- | - | - | - | - | - | - |
| 238  | 223  | 221  | - | - | - | - | - | - |

## Culture locale et patrimoine

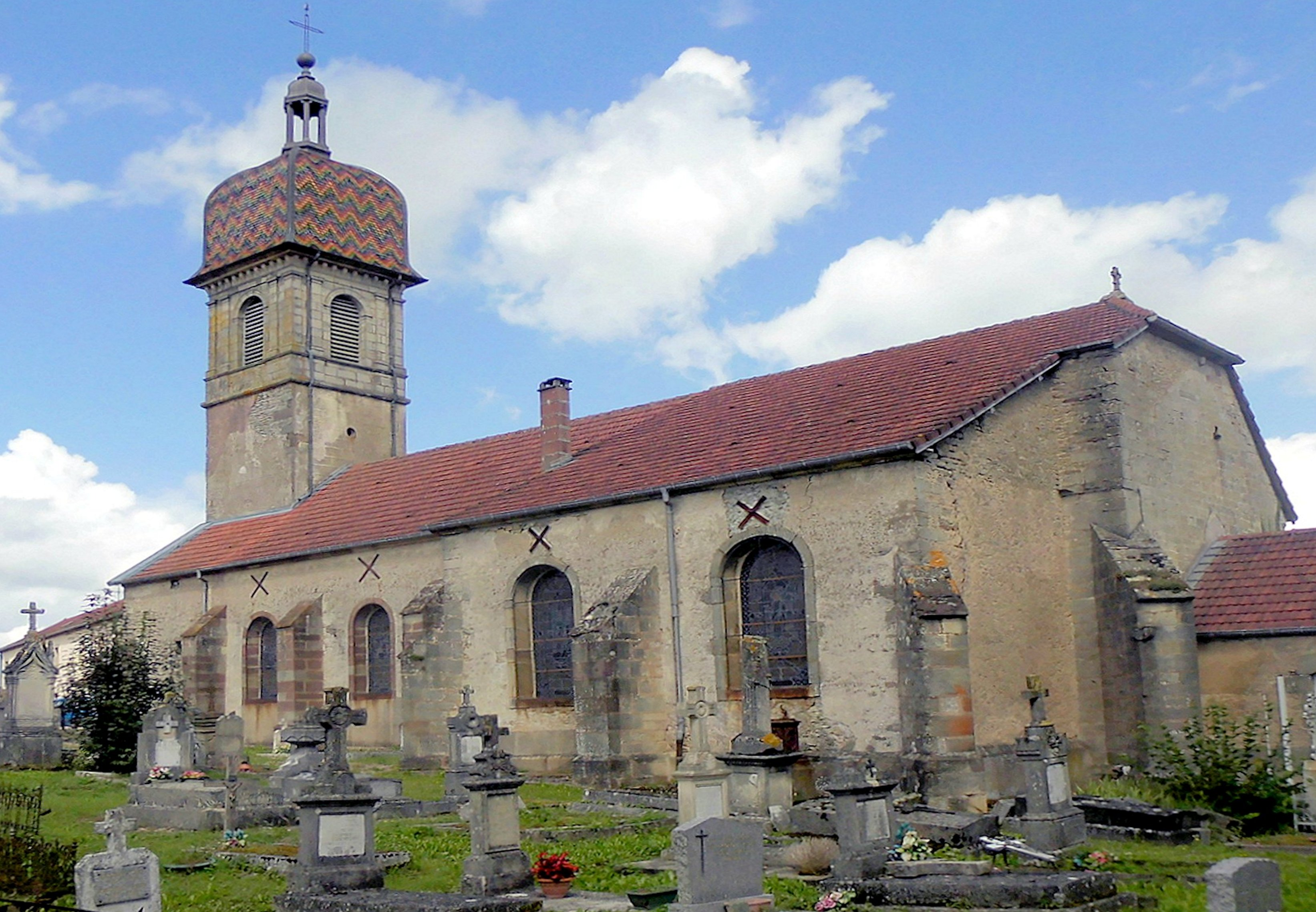
L'église Saint-Germain

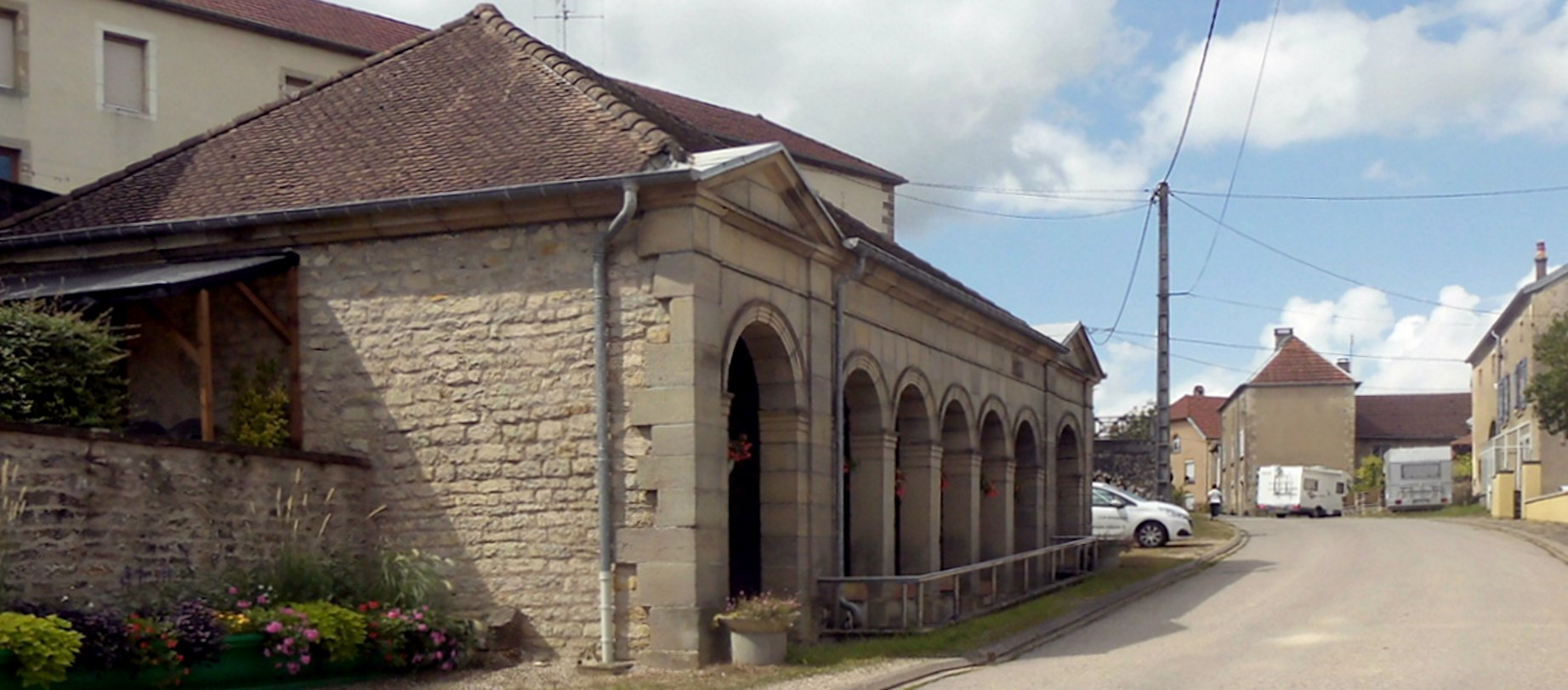
Le lavoir

### Lieux et monuments
- Église dédiée à Saint-Germain ;
- Grande fontaine de 1840[26] ;
- Fontaine de 1870[26] ;
- Calvaire datant de 1754, construite par Jean-Baptiste Tisserand[27].
- Chapelle funéraire Sainte-Barbe[28].
- Vestiges du mur d'enceinte du village[26].

### Mélincourt dans les arts et la culture

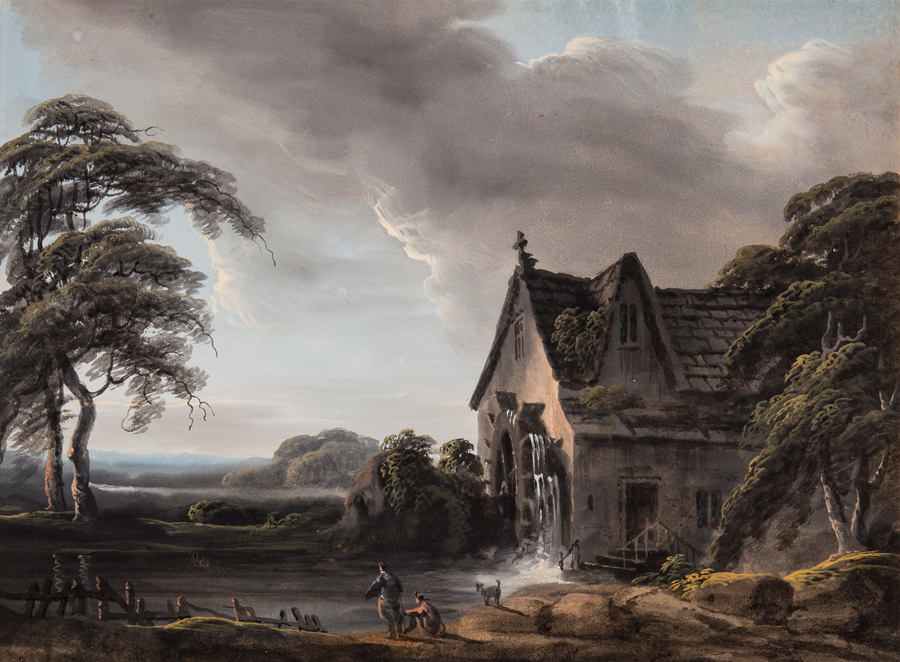
Thomas Walmsley : Le moulin fde Melancourt (avant 1806)

### Héraldique
| Blason de Melincourt | Blason  | Écartelé au 1) coupé émanché d’argent et de gueules, au 2) et au 3) de sinople à la roue de moulin d’or, les bras en sautoir, au 4) d’argent à la croix de malte de gueules. |
| Blason de Melincourt | Détails | Le statut officiel du blason reste à déterminer. |